# Beatriz Gimeno Reinoso
Beatriz Gimeno Reinoso (Madrid, 9 de maig de 1962) és una política i activista espanyola en favor dels drets LGBT. Va ser la presidenta de la Federació Estatal de Lesbianes, Gais, Transsexuals i Bisexuals (FELGTB) entre 2003 i 2007, durant el període en què es va aprovar el matrimoni entre persones del mateix sexe a Espanya i quan Madrid va ser triada com a seu de l'Europride 2007. És diputada per Podem de la desena legislatura de l'Assemblea de Madrid.

## Biografia
Beatriz Gimeno va estudiar filologia semítica i poc després va tenir un fill. El 1985 es va traslladar amb la seva família a Sevilla, i el 1988 va començar a assistir a reunions d'una associació feminista, primera de les moltes en què posteriorment va arribar a militar. El 1990 es va enamorar d'una companya militant. En tornar a Madrid, es va unir al Col·lectiu de Lesbianes, Gais, Transsexuals i Bisexuals de Madrid, i el 1995 va començar a centrar-se en la FELGTB. També aquest mateix any va conèixer Boti García Rodrigo, amb qui comença una relació que culminarà finalment en casament. A la FELGTB va ocupar el càrrec de secretària general fins que el 2002 es va concertir en la presidenta de l'associació substituint Pedro Zerolo. Va abandonar el càrrec el 6 de març de 2007 per passar a ser vocal de cultura dins de la FELGTB; el seu successor en la direcció de la FELGTB va ser Antonio Poveda. Beatriz Gimeno és col·laboradora del diari digital El Plural.

## Feminisme i activisme LGBT
Gimeno ha assenyalat l'existència d'un "masclisme gai" dins del moviment homosexual, a causa del qual les dones serien "doblement discriminades" per la seva condició de lesbianes i de dones. Ha publicat diverses obres especialitzades sobre el tema del feminisme lèsbic.
Durant la tramitació de la llei per aprovar el matrimoni entre persones del mateix sexe a Espanya, Gimeno, en la seva qualitat de presidenta de la FELGTB, va arremetre contra la postura del Partit Popular i de l'Església Catòlica, que s'oposaven taxativament a aquesta regularització de les parelles homosexuals. La FELGTB va convocar una manifestació, coincidint amb la celebració del Dia Internacional de l'Orgull LGBT, per celebrar l'aprovació de la nova llei.

## Obra
- Gimeno Reinoso, Beatriz (2002). Primeras caricias: 50 mujeres cuentan su primera experiencia con otra mujer. Ediciones de la Tempestad. 978-84-8198-521-4.
- Gimeno Reinoso, Beatriz; García Rodrigo, Boti (2004). ¿Seré lesbiana?. Proyectos y Producciones Editoriales Cyan, S.L. 978-84-95440-64-8.
- Gimeno Reinoso, Beatriz (2005). Su cuerpo era su gozo. Foca Ediciones y Distribuciones Generales S.L. 978-84-9784-103-0.
- Gimeno Reinoso, Beatriz (2006). La liberación de una generación : historia y análisis político del lesbianismo (2006). Editorial Gedisa, S.A. 84-9784-103-4.
- Gimeno Reinoso, Beatriz (2009). La luz que más me llama. Olifante. Ediciones de Poesía. 978-84-85815-82-1.
- Gimeno Reinoso, Beatriz (2009). Deseo, placer. InÉditor. Colección Imaginatio. 978-84-936971-3-6.
- Gimeno Reinoso, Beatriz (2012). La prostitución. Edicions Bellaterra. 978-84-7290-566-5.